# André Bonvin
Pour les articles homonymes, voir Bonvin.
André Bonvin est un skieur alpin suisse originaire de Crans-Montana.

## Arlberg-Kandahar
- Vainqueur de la descente 1953 à Sankt Anton